# ラドゥ・ドラグシン
ラドゥ・ドラグシン（Radu Drăgușin, 2002年2月3日 - ）は、ルーマニア・ブカレスト出身のプロサッカー選手。プレミアリーグ・トッテナム・ホットスパーFC所属。ルーマニア代表。ポジションはディフェンダー（センターバック）。

## 経歴

### クラブ
父はバレーボール、母はバスケットボールの代表選手というスポーツ一家に生まれ、7歳の時に地元ストゥデンツェスク・ブカレストの下部組織でサッカーを始めた。2018年にユヴェントスのユースチームへ移籍した。
ユースカテゴリを順調に昇格していき、18歳ながらBチームであるユヴェントス Next Genの所属となった。
2020年12月2日、UEFAチャンピオンズリーグのディナモ・キーウ戦でトップチームデビュー。
2021年4月9日、シーズン終了後に契約が切れるということもあり欧州複数のクラブから関心が寄せられていたが、2025年までの4年間の新契約を締結した。
2021年8月31日、サンプドリアにローン移籍。
2022年1月31日、サレルニターナにシーズン終了までのローン移籍。
2022年7月14日、ジェノアへ2023年6月30日までの1年間のレンタル移籍が発表された。買い取りにより、2023-24シーズンからジェノア所属となった。開幕から19試合にフル出場し、第12節のヴェローナ戦と第18節のインテル戦でゴールを挙げた。
2024年1月11日、イングランドのトッテナム・ホットスパーに移籍。2030年までの契約で、移籍金はオプションを含めて3,000万ユーロと報じられている。

### 代表
2017年から世代別代表に選出され、2021年にはUEFA U-21欧州選手権に出場した。
2022年3月25日、ギリシャ戦でA代表デビュー。
2024年、UEFA EUROでは、ルーマニアの全4試合にフル出場。10月12日、UEFAネイションズリーグのキプロス戦で代表初ゴールを記録した。

## 個人成績

### クラブ
| 国内大会個人成績 | 国内大会個人成績 | 国内大会個人成績 | 国内大会個人成績 | 国内大会個人成績 | 国内大会個人成績 | 国内大会個人成績 | 国内大会個人成績 | 国内大会個人成績 | 国内大会個人成績 | 国内大会個人成績 | 国内大会個人成績 |
| 年度             | クラブ           | 背番号           | リーグ           | リーグ戦         | リーグ戦         | リーグ杯         | リーグ杯         | オープン杯       | オープン杯       | 期間通算         | 期間通算         |
| 年度             | クラブ           | 背番号           | リーグ           | 出場             | 得点             | 出場             | 得点             | 出場             | 得点             | 出場             | 得点             |
| イタリア         | イタリア         | イタリア         | イタリア         | リーグ戦         | リーグ戦         | イタリア杯       | イタリア杯       | オープン杯       | オープン杯       | 期間通算         | 期間通算         |
| ---------------- | ---------------- | ---------------- | ---------------- | ---------------- | ---------------- | ---------------- | ---------------- | ---------------- | ---------------- | ---------------- | ---------------- |
| 202-21           | ユヴェントス     | 37               | セリエA          | 1                | 0                | 2                | 0                | -                | -                | 3                | 0                |
| 2021-22          | サンプドリア     | 19               | セリエA          | 13               | 0                | 2                | 0                | -                | -                | 15               | 0                |
| 2021-22          | サレルニターナ   | 25               | セリエA          | 7                | 0                | -                | -                | -                | -                | 7                | 0                |
| 2022-23          | ジェノア         | 5                | セリエB          | 38               | 4                | 2                | 0                | -                | -                | 40               | 4                |
| 2023-24          | ジェノア         | 5                | セリエA          | 19               | 2                | 3                | 0                | -                | -                | 22               | 2                |
| イングランド     | イングランド     | イングランド     | イングランド     | リーグ戦         | リーグ戦         | FLカップ         | FLカップ         | FAカップ         | FAカップ         | 期間通算         | 期間通算         |
| 2023-24          | トッテナム       | 6                | プレミアリーグ   | 9                | 0                | -                | -                | 0                | 0                | 9                | 0                |
| 2024-25          | トッテナム       | 6                | プレミアリーグ   | 16               | 0                | 4                | 0                | 1                | 0                | 20               | 0                |
| 通算             | イタリア         | イタリア         | セリエA          | 40               | 2                | 7                | 0                | -                | -                | 47               | 2                |
| 通算             | イタリア         | イタリア         | セリエB          | 38               | 4                | 2                | 0                | -                | -                | 40               | 4                |
| 通算             | イングランド     | イングランド     | プレミアリーグ   | 25               | 0                | 4                | 0                | 1                | 0                | 30               | 0                |
| 総通算           | 総通算           | 総通算           | 総通算           | 103              | 6                | 13               | 0                | 1                | 0                | 117              | 6                |

### 代表
| ルーマニア代表 | 国際Aマッチ | 国際Aマッチ |
| 年             | 出場        | 得点        |
| -------------- | ----------- | ----------- |
| 2022           | 3           | 0           |
| 2023           | 10          | 0           |
| 2024           | 14          | 1           |
| 通算           | 27          | 1           |

## タイトル

### クラブ
ユヴェントス Next Gen
- コッパ・イタリア・セリエC（2019-20）

ユヴェントス
- スーペルコッパ・イタリアーナ（2020）
- コッパ・イタリア（2020-21）

トッテナム・ホットスパー
- UEFAヨーロッパリーグ（2024-25）[14]